# Gaspard de Tressemanes de Brunet
Gaspard de Tressemanes de Brunet (né le 4 mai 1721 à Brunet, mort à Franconville le 5 septembre 1784) est un ecclésiastique qui fut évêque de Glandèves de 1755 à 1771.

## Biographie
Gaspard de Tressemanes nait à Brunet dans le diocèse de Riez. Il est le troisième fils et homonyme de Gaspard de Tressemanes seigneur de Brunet et de Madeleine de Berlier originaire de Draguignan. Destiné à une carrière ecclésiastique, il est chanoine du chapitre de la cathédrale d'Aix-en-Provence.
Nommé évêque de Glandèves en 1755, il est confirmé le 24 septembre et consacré en octobre par l'archevêque de Bourges. Il se démet de son siège épiscopal en 1771 et il est pourvu  en commende de l'abbaye Saint-Georges de Boscherville. Il réside alors à Franconville près de Pontoise et supplée Christophe de Beaumont l'archevêque de Paris comme visiteur auprès des Carmélites de l'archidiocèse à la place de son successeur à Glandèves qui avait exercé cette fonction pendant trente années. Il meurt à Franconville le 5 septembre 1784.